# Texas (U-Boot)
Die Texas, auch USS Texas (Kennung: SSN-775), ist ein atomgetriebenes Jagd-U-Boot der Virginia-Klasse der United States Navy. Das U-Boot ist nach dem US-amerikanischen Bundesstaat Texas benannt.

## Geschichte
Der Auftrag, die Texas zu bauen, erging 1998 an die Newport News Shipbuilding. Die Kiellegung fand 2002 auf der Werft der Firma, die zu Northrop Grumman gehört, auf deren Werft in Newport News, Virginia statt. Das Boot wurde von First Lady Laura Bush auf den Namen Texas getauft, nach dem US-Bundesstaat Texas. Die Ansprache auf der Zeremonie am 31. Juli 2004 wurde von der texanischen Senatorin Kay Bailey Hutchison gehalten.
2005 lief das Boot vom Stapel und begann seine ersten Testfahrten, genannt Initial- oder Alpha Sea Trials. Diese beendete die Texas im Mai 2006 erfolgreich, worauf hin eine Werftliegezeit folgte, in der letzte Fehler korrigiert wurden. Am 9. September 2006 wurde das Boot offiziell bei der United States Navy in Dienst gestellt. Seit 2009 ist es in Pearl Harbor, Hawaii stationiert. Im Oktober 2009 tauchte die Texas nahe dem Nordpol auf. Damit war sie das erste Boot ihrer Klasse, das in arktischen Gewässern operierte. Der erste reguläre Einsatz führte das U-Boot von Mai bis August 2010 in den östlichen Pazifik, wo es unter Kommando der Joint Interagency Task Force South agierte. Im Juni 2011 wurde das U-Boot in den Westpazifik verlegt, auf der Fahrt besuchte es unter anderem Häfen in Japan und Südkorea.